# Циркумфлекс (праславянский язык)
Циркумфле́кс (от лат. accentus circumflexus — облечённое ударение; также циркумфлексное ударение; циркумфлексная интонация) — нисходящая интонация долгих слогов в системе ударения праславянского языка, реконструируемая наряду с акутом — восходящей интонацией. Некоторые исследователи рассматривают циркумфлекс как нисходяще-восходящую интонацию.
Циркумфлекс праславянского языка реконструируется на основе соответствий, характерных для просодических систем современных славянских языков: на основе переноса нисходящей долготы на следующий слог в словенском языке (словен. vrân «ворон»); на основе нисходящей долгой интонации в сербскохорватском языке (серб. врâн); на основе краткости гласных в чешском языке (чеш. havran «грач») и ударения на первой части русских полногласных сочетаний о́ро, о́ло, е́ре (рус. во́рон, бе́рег).
Генетически праславянский циркумфлекс тесно связан с балтийским циркумфлексом. Происхождение циркумфлекса в праславянском и балтийском ареалах связывают с интонацией долгих праиндоевропейских монофтонгов и дифтонгов.
Ранее предполагалось, что в праславянском языке существовал новый циркумфлекс — нисходящая интонация на месте первоначального акута. Но в 1950-х годах было установлено, что таких общеславянских изменений не происходило, новоциркумфлексное ударение появилось только в словенском языке.
В транскрипции циркумфлекс традиционно обозначается знаком ◌̑. В новейших исследованиях по праславянской акцентологии краткий циркумфлекс обозначается знаком ȁ (*slȍvo «слово»), долгий циркумфлекс — знаком ȃ (*zȏlto «золото»).